# Dobrotice (železniční zastávka)
Dobrotice je železniční zastávka na trati Kojetín – Valašské Meziříčí otevřená v roce 1882. V zastávce se neprodávají jízdenky, odbavení probíhá ve vlaku. Nachází se v Dobroticích, což je část obce Holešov. Nachází se mezi zastávkou Jankovice a stanicí Holešov. V této zastávce zastavují jen osobní vlaky, s výjimkou jednoho spěšného vlaku (stav v roce 2020). Pro všechny pravidelné vlaky je v roce 2020 na znamení.

## Historie nádraží
Dokument Střípky z Kroměřížských drah píše: „Budova dobrotické zastávky byla postavena v roce 1882, současně se stavbou Kroměřížské místní dráhy. První úpravy provedla Severní dráha v roce 1888, kdy bylo postaveno skladiště, sociální zařízení a upravena cesta k nové nakládkové a vykládkové koleji. Byla také provedena přestavba studny s pitnou vodou na ruční čerpání.
V roce 1912 byly závory na místním přejezdu upraveny na ruční klikový pohon a odbor pro udržování dráhy provedl běžnou údržbu budovy. Elektrický proud byl na zastávce zaveden až po roce 1945. V roce 1948 byl změněn oblouk kolem staniční budovy. Byl zrušen přejezd z Dobrotic do Žop a závorářské stanoviště č. 20 u něj stojící, které dříve plnilo funkci hlásky místo Dobrotic. Přejezd byl nahrazen současným podjezdem o 60 metrů blíže Dobroticím, v místě bývalého propustku.
V roce 1951 prošla budova generální opravou. K budově byla přistavěna nová služební místnost a byly provedeny další úpravy, včetně příjezdové cesty a nástupiště. V roce 1961 bylo zrušeno nákladiště. V roce 1988 byla mechanická oddílová návěstidla nahrazena světelnými, závislost místních ručních závor byla provedena pomocí elektromagnetického zámku. V roce 1990 byla nahozena nová omítka, postaven vodovod ze studny. V roce 1992 byly mechanické závory nahrazeny zabezpečovacím zařízením typu AŽD s kontrolou v Holešově a hláska byla zrušena.
V roce 1999 byl v Dobroticích ukončen prodej jízdenek a zastávka se stala neobsazenou.“
Od jízdního řádu 2023/24 začaly vybrané spoje trasy Bystřice pod Hostýnem – Kroměříž (– Zborovice) zastávkou projíždět. Do osobních vlaků na plné trase Rožnov pod Radhoštěm – Valašské Meziříčí – Kroměříž – Kojetín tato změna nezasahuje.